# Edinburg, Texas
Edinburg là một thành phố thuộc quận Hidalgo, tiểu bang Texas, Hoa Kỳ. Năm 2010, dân số của xã này là 77100 người.

## Dân số
- Dân số năm 2000: 48465 người.
- Dân số năm 2010: 77100 người.